# Samuel Patterson
Samuel James Patterson (Belfast, 7 de setembro de 1948) é um matemático britânico. Trabalha com teoria analítica dos números.

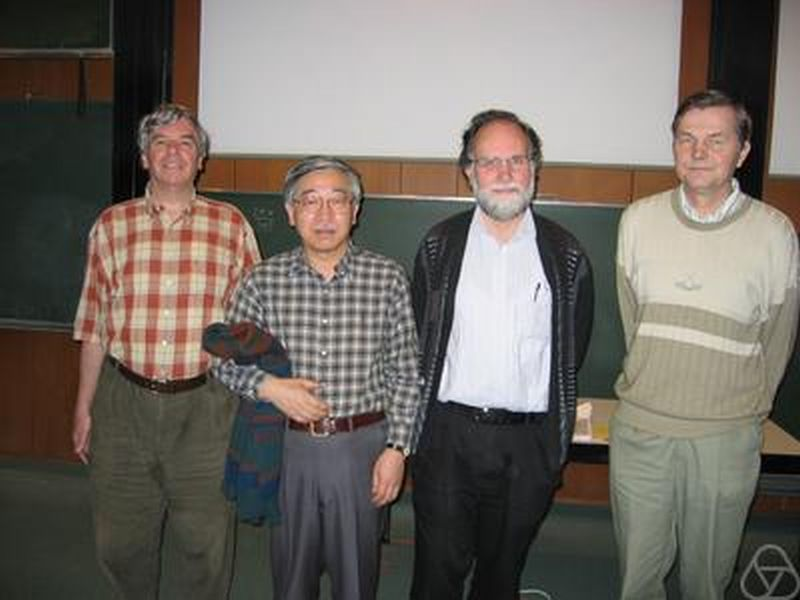
Samuel Patterson (segundo a partir da direita) em 2004 no Instituto de Pesquisas Matemáticas de Oberwolfach, com (a partir da esquerda) Martin Huxley, Yōichi Motohashi e Matti Jutila

## Biografia
Patterson obteve um doutorado em 1975 na Universidade de Cambridge, orientado por Alan Beardon, com a tese The limit set of a Fuchsian Group. É desde 1981 professor da Universidade de Göttingen.
Recebeu o Prêmio Whitehead de 1984 da London Mathematical Society. Patterson é membro da Academia de Ciências de Göttingen (1998). Foi durante longo tempo editor do periódico Journal für die reine und angewandte Mathematik.
Dentre seus orientado consta Jörg Brüdern.

## Obras
- Introduction to the theory of the Riemann Zeta Function, Cambridge University Press 1988
- Erich Hecke und die Rolle der L-Reihen in der Zahlentheorie, in Gerd Fischer (Herausgeber): Ein Jahrhundert Mathematik 1890-1990. Festschrift zum Jubiläum der DMV, Vieweg 1990